# Humococcus allantoideus
Humococcus allantoideus är en insektsart som beskrevs av Williams 1985. Humococcus allantoideus ingår i släktet Humococcus och familjen ullsköldlöss. Inga underarter finns listade i Catalogue of Life.